# Burg Sion

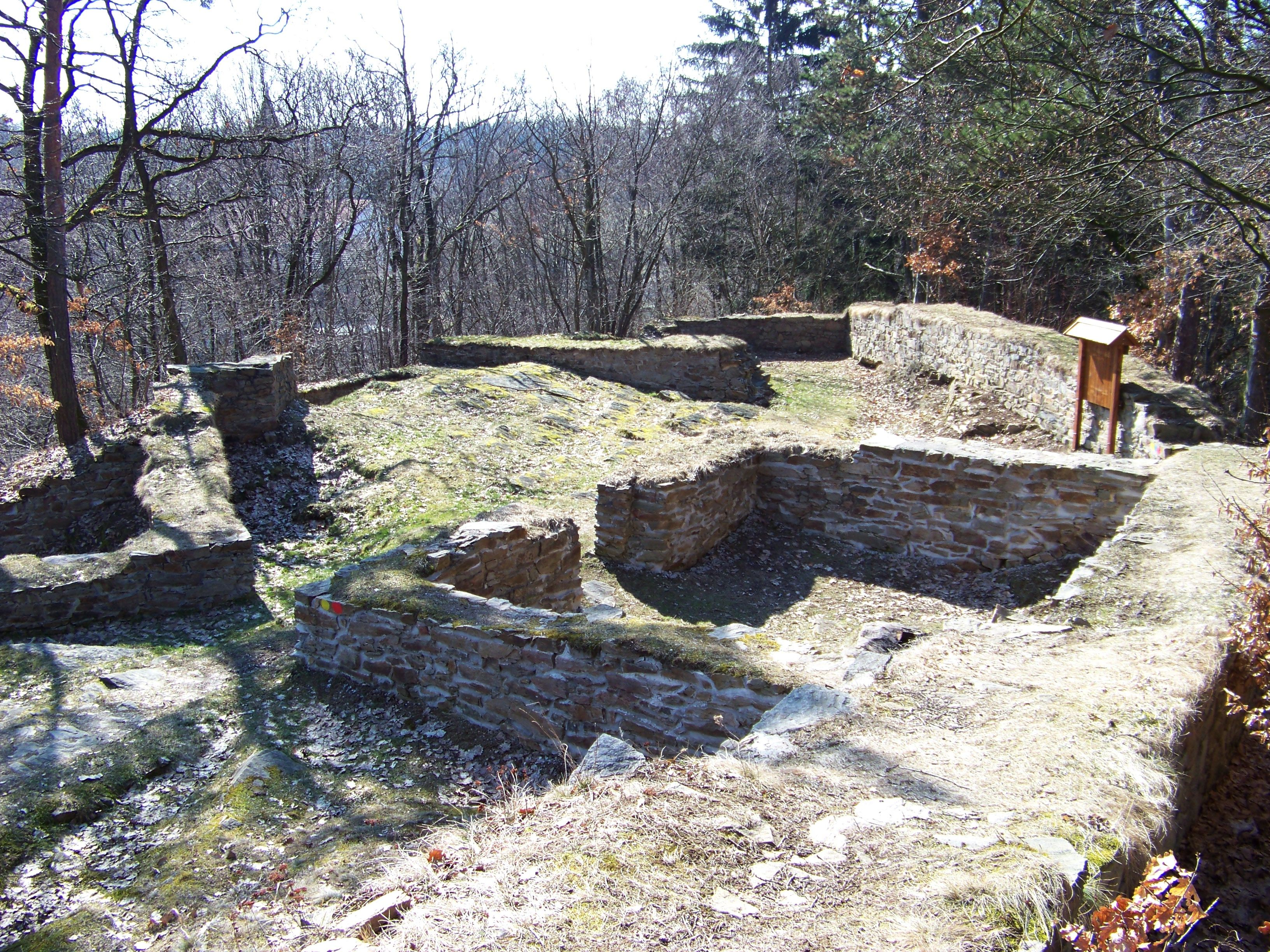
Mauerreste der Burg Sion

Burg Sion, benannt nach dem biblischen Ort Zion, ist eine Burgruine, die sich auf einem steilen Felsen über der Vrchlice bei Chlístovice im  okres Kutná Hora (Tschechien) befindet.

## Geschichte
Die Festung ließ sich in den Jahren 1426 bis 1427 der Hussitenführer Jan Roháč z Dubé als eigene Residenz erbauen. Es handelte sich dabei um ein relativ kleines dreieckiges Gebäude mit einer kleinen Vorburg, geschützt durch einen aufgeschütteten Erdwall. Die eigentliche Burg befand sich hinter einem tiefen Graben. Die Gebäude hatten keine eigene Wasserquelle, Schutz gegen Angriffe bot nur ein kleiner halbrunder Turm, in dem man jedoch Kanonen aufstellen konnte.
Laut dem katholischen Historiker Aeneas Sylvius sandte Kaiser Sigismund gegen einen der letzten Führer der Hussiten, der sich auf dieser Burg mit seinen Getreuen verschanzt hatte, sein Heer, das die Aufständischen endgültig besiegen sollte. Nach vierzig Tagen der Belagerung gelang es dem kaiserlichen Heerführer Hynek Ptáček z Pirkštejna, einem Neffen des Jan Roháč, die Burg einzunehmen. Dabei ließ er laut Sylvio unterirdische Stollen bauen, deren Eingang sich hinter dem Wall und der Ausgang im Burggraben befand. Gleichzeitig wartete er einen günstigen Wind ab. Am 6. September 1437 war es dann soweit. Es kam ein stürmischer Wind auf, der den Rauch des Feuers und der Artillerie in Richtung der Burg wehte, so dass die Soldaten unbemerkt in die Stollen eindringen, den Burggraben durchqueren und mit Hilfe von Leitern die nicht allzu hohen Festungsmauern hochklettern konnten. Roháč soll zu diesem Zeitpunkt mit einigen seiner Getreuen beim Mittagessen gewesen sein, als er vom Lärm alarmiert wurde und zu den Waffen griff. Zu spät jedoch, denn ein großer Teil der Kaiserlichen befand sich inzwischen innerhalb der Burg. Roháč wurde gefangen genommen und mit den 46 Überlebenden (nach František Palacký waren es 53), darunter der polnische Ritter Výšek Račinský und der Priester Martin Prostředek, nach Prag gebracht. Die Burg wurde angezündet und zerstört.
Inzwischen geht man jedoch davon aus, dass Hynek, der wie der Großteil des böhmischen Adels dem Kaiser nicht unbedingt zugeneigt war, die Burg nur belagerte und vermutlich auch keine Kanonen einsetzte, die damals zu teuer waren und die Technik zudem noch nicht ausgereift war. Auch archäologische Ausgrabungen konnten bisher einen Großeinsatz der Kanonen sowie die erwähnten Stollen nicht belegen. Die Eroberung der Burg gelang schließlich erst, als Sigismund Hynek ein ungarisches Heer unter Führung von Michal Orság zur Hilfe schickte. 
Von der Burg sind heute nur noch einige Mauerreste übriggeblieben.